# Farleigh Wallop
Farleigh Wallop is een civil parish in het bestuurlijke gebied Basingstoke and Deane, in het Engelse graafschap Hampshire.